# Cortes de Barbastro (1626)

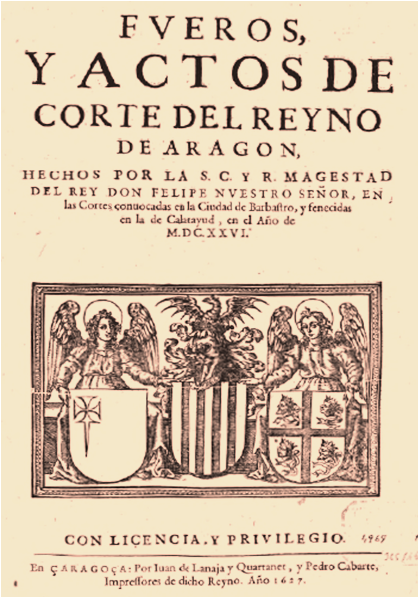
Cubierta de las Actas de las Cortes del Reino de Aragón de 1626

Las Cortes Barbastro de 1626 fueron las primeras cortes del Reino de Aragón convocadas en el reinado de Felipe IV, después de que su padre Felipe III nunca las hubiera convocado. El rey fue acompañado por su valido, el Conde-Duque de Olivares, siendo virrey Fernando de Borja. Las cortes comenzaron en la ciudad de Barbastro el 23 de enero de 1626, trasladándose a Calatayud el 18 de abril y concluyeron allí el 24 de julio de 1626.
En diciembre de 1625 el rey Felipe IV convocó las cortes del Reino de Aragón, las Cortes del Reino de Valencia y las Cortes Catalanas con el fin de promover la Unión de Armas y de requerir a los estados de la Corona de Aragón la contribución a un ejército permanente que el rey pudiera usar en parte en cualquiera de sus reinos. Esto iba en contra de los privilegios tradicionales del reino, ya que los aragoneses solo estaban obligados a ayudar al rey de su propio bolsillo si el ataque se producía en Aragón. De otro modo el rey debía pagar las tropas proporcionadas por Aragón. El Conde-Duque de Olivares quería contar con un ejército permanente, financiado por cada uno de los estados de la corona y que estuviera a disponibilidad del rey, sin necesidad de contar con la aprobación del reino para cada uso concreto. 
El rey y Olivares llegaron a Zaragoza el 13 de enero de 1626 y se trasladaron a Barbastro la semana siguiente, donde se abrieron las sesiones de las Cortes aragonesas. La última vez que esta cortes se habían reunido fue en 1592, en el reinado de Felipe II, con lo que había mucho que exponer, mejorar, y discutir. El rey se ausentó para inaugurar las Cortes Catalanas, y las sesiones siguieron sin la presencia del rey.
Las cortes pasaron una concordia entre la Real Audiencia y el tribunal de la Inquisición, para resolver los conflictos de competencia entre ambos. También se regularon las competencias y sueldos de los funcionarios del reino, se actualizaron los fueros y se aumentó la presión fiscal con el fin de financiar un contingente de 2000 soldados al servicio del rey, mucho menos de lo que el rey había pedido en principio. Se volvió a pedir que los oficios y beneficios del reino solo se otorgaran a personas naturales del reino, y que los consejos reales incluyeran al menos un representante aragonés. 
| Predecesor: Cortes de Tarazona (1592) | Cortes del Reino de Aragón 1626 | Sucesor: Cortes de Zaragoza (1646) |